# Stuck in the Suburbs
Stuck in the Suburbs is een Disney Channel Original Movie uit 2004 onder regie van Savage Steve Holland.

## Verhaal
De 14-jarige Brittany Aarons is een van de vele tieners die smoorverliefd is op de bekende tienerster Jordan Cahill. Ze is haar leven meer dan zat en is uit op avontuur. Als ze Natasha Kwan-Schwartz ontmoet, hoopt ze ook dat dit verandert. Op een dag ontmoeten ze Jordan en raken ze bevriend met hem. Als ze ontdekken dat Jordans bazen zijn vrijheid onderdrukken, proberen ze dit te veranderen.

## Rolverdeling
| Acteur             | Personage             |
| ------------------ | --------------------- |
| Danielle Panabaker | Brittany Aarons       |
| Brenda Song        | Natasha Kwon-Schwartz |
| Taran Killam       | Jordan Cahill         |
| Amanda Shaw        | Kaylee Holland        |
| CiCi Hedgpeth      | Ashley Simon          |
| Jennie Garland     | Olivia Hooper         |
| Ryan Belleville    | Eddie                 |
| Todd Stashwick     | Len                   |
| Kirsten Nelson     | Susan Aarons          |

## Soundtrack
1. "A Whatever Life" — Haylie Duff
2. "Good Life" — Jesse McCartney
3. "Stuck" — Stacie Orrico
4. "Over It" — Anneliese van der Pol
5. "Stuck in the Middle With You" — Stealers Wheel
6. "Take Me Back Home" — Gregory Raposo
7. "More Than Me" (Acoustic) — Jordan Cahill
8. "On Top Of The World" — Jordan Cahill
9. "Make A Wish" — Jordan Cahill
10. "Everytime We Touch" (Pop) — Jordan Cahill